# Du simple au néant
Albums de Les Ogres de Barback
Avril et vous Pitt Ocha au Pays des Mille Collines
Du simple au néant est un album des Ogres de Barback sorti le 4 avril 2007.

## Historique
La chanson Pardon Madjid évoquant les problèmes de racisme en France est chantée en duo avec Magyd Cherfi de Zebda.
Dans la chanson Pour tant qu'il y aura des hommes, on entend des extraits de pensées de Hubert Reeves, Albert Jacquard et Daniel Mermet.
En avril 2008, le disque est certifié disque d'or.

## Liste des titres
| No  | Titre                                   | Durée |
| --- | --------------------------------------- | ----- |
| 1.  | Ma fille                                | 2:53  |
| 2.  | Marée basse                             | 1:39  |
| 3.  | Et oui !                                | 4:27  |
| 4.  | Pardon Madjid (avec Magyd Cherfi)       | 4:17  |
| 5.  | 50 ans                                  | 1:25  |
| 6.  | Pour tant qu'il y aura des hommes       | 3:33  |
| 7.  | Jérôme                                  | 4:51  |
| 8.  | Brebis galeuses                         | 4:19  |
| 9.  | C'est beau                              | 3:56  |
| 10. | Corinna                                 | 4:14  |
| 11. | Destin artificiel (avec Madina N'Diaye) | 4:05  |
| 12. | Vieux                                   | 2:51  |
| 13. | Con et blasé                            | 3:36  |
| 14. | Pas bien                                | 5:23  |
| 15. | Ni dieu, ni dieue                       | 2:58  |
| 16. | Il ne restera rien                      | 3:28  |